# 3609 Liloketai
3609 Liloketai è un asteroide della fascia principale. Scoperto nel 1980, presenta un'orbita caratterizzata da un semiasse maggiore pari a 3,1224947 UA e da un'eccentricità di 0,2419810, inclinata di 4,85625° rispetto all'eclittica.
L'asteroide è dedicato al cinese Li Loketai, fondatore del Zishan College.